# Helena Rubinsteinová
Helena Rubinsteinová, rodným jménem Chaja Rubinsteinová (25. prosince 1870 Krakov – 1. dubna 1965 New York) byla polsko-americká podnikatelka židovského původu. Proslavila se v kosmetickém byznyse.

## Život
Narodila se v ortodoxní židovské rodině. Rodina byla mimořádně chudá, což ve svém oficiálním životopise důsledně tajila. Když si odmítla vzít ženicha, kterého jí vybrali rodiče, byla za trest poslána do Vídně. Roku 1896 emigrovala do Austrálie, aby žila u příbuzných. Zde si změnila jméno na Helena, vyrobila první pleťový krém (podle starého receptu, který jí prozradila její matka) a založila firmu. V roce 1915 pak se svým prvním manželem Američanem odešla do USA a založila kosmetickou firmu Helena Rubinstein Incorporated. Mimořádně obchodně uspěla díky zdánlivě paradoxní marketingové strategii „čím dražší kosmetika, tím úspěšnější“ a stala se jednou z nejbohatších žen světa. Když umírala, měla její firma hodnotu více než sto miliónů dolarů. Známá je její rivalita s Elizabeth Ardenovou, jež se stala dokonce námětem muzikálu War Paint. Design některých jejích výrobků navrhl Salvador Dalí. Ona sama byla velkou milovnicí umění a také jeho velkou mecenáškou, díky nadaci Helena Rubinstein Foundation, kterou založila. Byla sestřenicí filozofa Martina Bubera.
Připisuje se jí věta „Neexistují ošklivé ženy, jen některé jsou líné se udělat krásné“ (There are no ugly women. Only lazy ones.).

## Rodina
V roce 1908 se vdala za amerického novináře polského původu, Edwarda Williama Tita. Měli spolu dva syny, Roye Valentina (1909–1989) a Horace (1912–1958). Později se rozvedla a v roce 1938 znovu vdala za Prince Artchila Gourielliho-Tchkonia (1895–1955), který byl o více než 20 let mladší. Dožila se vysokého věku a přežila tak nejen svého manžela, ale i svého mladšího syna. 